# День радіо (Росія)

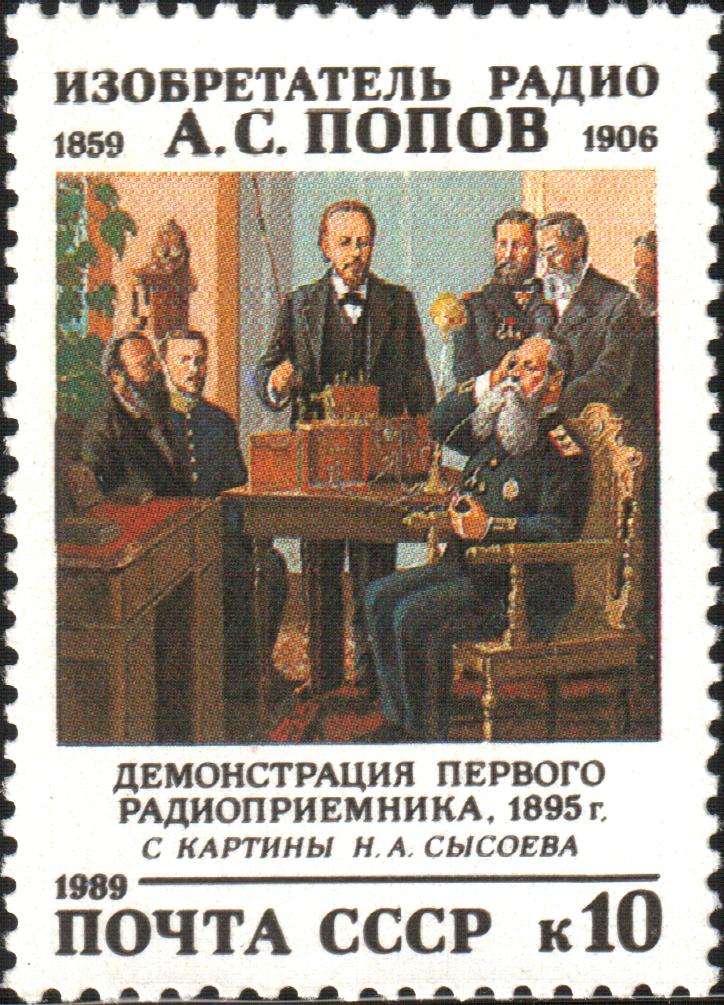
Поштова марка СРСР, 1989 рік по картині Н. Сисоєва

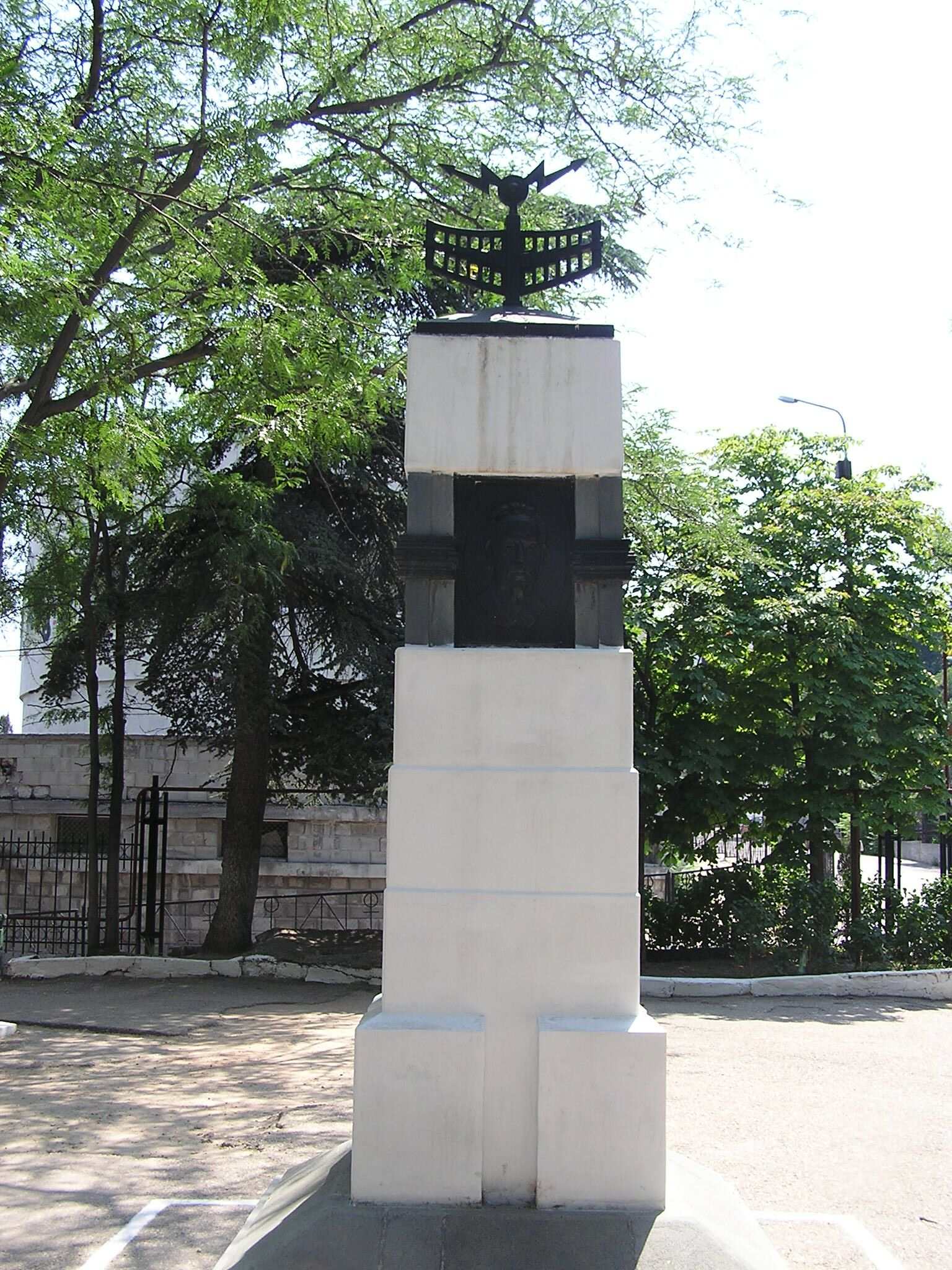
Пам'ятник "На честь 100-річчя винаходу радіо А. С. Поповим "в Севастополі

День радіо — свято (в СРСР і Росії) — працівників галузей зв'язку, радіотехніки і радіожурналістики (професійне свято), відзначається 7 травня на пам'ять про розвиток радіо в Росії. Цього дня 1895 року Олександр Попов продемонстрував радіодетектор блискавки.

## Історія свята
7 травня (25 квітня за старим стилем) 1895 року російський фізик А. С. Попов на засіданні Російського фізико-хімічного товариства продемонстрував «прилад, призначений для показування швидких коливань в атмосферній електриці» :53—54 Прилад, створений для лекційних цілей, реагував на вироблений на деякій відстані електричний розряд електрофорної машини або індукційної котушки :55—60 Влітку 1895 року прилад був пристосований для реєстрації електричних розрядів в атмосфері і згодом отримав назву грозовідмітник .
У 1925 році в СРСР пройшли урочисті заходи з нагоди 30-річчя винаходу радіо . У публікаціях відзначався пріоритет Попова, але не забувалися і інші винахідники, зокрема Марконі, який зумів «об'єднати навколо себе величезні наукові, технічні і капіталістичні сили». У 1935 році 40-річчя винаходу радіо зазначалося, як і 10 років тому — Попов винайшов, Марконі впровадив, багато хто взявучасть .

У травні 1945 року Раднарком СРСР видав постанову про відзначення 50-річчя винаходу радіо, в якій вказувалося :
В ознаменування 50-річчя з дня винаходу радіо російським ученим А. С. Поповим, що виконується 7 травня 1945 року, Рада Народних Комісарів Союзу РСР постановляє:

 (...)

 4. З огляду на найважливішу роль радіо в культурному та політичному житті населення і для оборони країни, з метою популяризації досягнень вітчизняної науки і техніки в області радіо і заохочення радіоаматорства серед широких верств населення, встановити 7 травня щорічний «День радіо».
У жовтні 1980 року, згідно з указом Президії Верховної Ради СРСР, День радіо офіційно став називатися як «День радіо, свято працівників всіх галузей зв'язку»  .

## Святкування
День радіо 7 травня щорічно відзначають викладачі, студенти та випускники всіх радіофізичних факультетів Росії, а також радіоаматори.
Крім колишніх радянських республік це свято відзначається в Болгарії (болг. Ден на радиото и телевизията)
7 травня 2009 року Google опублікував дудл у вигляді радіо .
День Радіо не варто плутати з такими святами як:

## Інші свята
- Всесвітній день радіо — відзначається 13 лютого[6]
- Міжнародний день телекомунікацій — відзначається 17 травня.
- Міжнародний день радіоаматора або Всесвітній день радіоаматора — відзначається 18 квітня.
- День працівників радіо, телебачення і зв'язку України — відзначається 16 листопада
- День військового зв'язківця — відзначається 20 жовтня